# Liste der Kulturdenkmale in Kirchgandern
Die Liste der Kulturdenkmale in Kirchgandern umfasst die als Ensembles, Einzeldenkmale und Bodendenkmale erfassten Kulturdenkmale in der thüringischen Gemeinde Kirchgandern und ihrer Ortsteile (Stand: 11. Februar 2025).
Die Angaben in der Liste ersetzen nicht die rechtsverbindliche Auskunft der zuständigen Denkmalschutzbehörde.

## Legende
- Bild: zeigt ein Bild des Kulturdenkmals und gegebenenfalls einen Link zu weiteren Fotos des Kulturdenkmals im Medienarchiv Wikimedia Commons
- Bezeichnung: Name, Bezeichnung oder die Art des Kulturdenkmals
- Lage: Wenn vorhanden Straßenname und Hausnummer des Kulturdenkmals; Grundsortierung der Liste erfolgt nach dieser Adresse. Der Link Karte führt zu verschiedenen Kartendarstellungen und nennt die Koordinaten des Kulturdenkmals.
 Kartenansicht, um Koordinaten zu setzen – in dieser Kartenansicht sind Kulturdenkmale ohne Koordinaten mit einem roten bzw. orangen Marker dargestellt und können in der Karte gesetzt werden. Kulturdenkmale ohne Bild sind mit einem blauen bzw. roten Marker gekennzeichnet, Kulturdenkmale mit Bild mit einem grünen bzw. orangen Marker.
- Datierung: gibt das Jahr der Fertigstellung beziehungsweise das Datum der Erstnennung oder den Zeitraum der Errichtung an
- Beschreibung: bauliche und geschichtliche Einzelheiten des Kulturdenkmals, vorzugsweise die Denkmaleigenschaften
- ID: Die ID identifiziert das Kulturdenkmal eindeutig. In Thüringen sind aktuell keine IDs veröffentlicht. In der ID-Spalte kann sich auch folgendes Icon  befinden, dies führt zu Angaben zu diesem Kulturdenkmal bei Wikidata.

## Einzeldenkmale
| Bild                                    | Bezeichnung                                                         | Lage                                                                                              | Datierung | Beschreibung | ID |
| --------------------------------------- | ------------------------------------------------------------------- | ------------------------------------------------------------------------------------------------- | --------- | ------------ | -- |
| Direkt Bild zu diesem Denkmal hochladen | Schule                                                              | Besenhäuser Straße 1 Flur 1 / Flurstück(e) 74                                                     |           |              |    |
| Direkt Bild zu diesem Denkmal hochladen | Wohnhaus                                                            | Betlehem 4 Flur 1 / Flurstück(e) 199/8                                                            |           |              |    |
| Direkt Bild zu diesem Denkmal hochladen | Wohnhaus                                                            | Citrusstraße 3 Flur 1 / Flurstück(e) 337/3                                                        |           |              |    |
| Direkt Bild zu diesem Denkmal hochladen | Wohnhaus                                                            | Fegesack 1 Flur 1 / Flurstück(e) 114/9                                                            |           |              |    |
| Direkt Bild zu diesem Denkmal hochladen | Wohnhaus                                                            | Fegesack 8 Flur 1 / Flurstück(e) 162/1                                                            |           |              |    |
| Direkt Bild zu diesem Denkmal hochladen | Wohnhaus                                                            | Heiligenstädter Straße 1 Flur 1 / Flurstück(e) 112                                                |           |              |    |
| Direkt Bild zu diesem Denkmal hochladen | Wohnhaus mit Scheune                                                | Heiligenstädter Straße 11 Flur 1 / Flurstück(e) 119                                               |           |              |    |
| Direkt Bild zu diesem Denkmal hochladen | Gehöft                                                              | Heiligenstädter Straße 14, 15 Flur 1 / Flurstück(e) 116/2, 116/3                                  |           |              |    |
| Direkt Bild zu diesem Denkmal hochladen | Gehöft                                                              | Heiligenstädter Straße 3 Flur 1 / Flurstück(e) 115                                                |           |              |    |
| Direkt Bild zu diesem Denkmal hochladen | Wohnhaus                                                            | Heiligenstädter Straße 8 Flur 1 / Flurstück(e) 110                                                |           |              |    |
| weitere Bilder Fotos hochladen          | Kirche mit Ausstattung und Kirchhof / Kath. Pfarrkirche St. Martini | Kirchweg 1 Flur 1 / Flurstück(e) 913/66, 911/594 (Karte)                                          |           |              |    |
| Direkt Bild zu diesem Denkmal hochladen | Wohnhaus                                                            | Kirchweg 4, 5 Flur 1 / Flurstück(e) 67/1, 760/67                                                  |           |              |    |
| Direkt Bild zu diesem Denkmal hochladen | Wohnhaus                                                            | Marth 2 Flur 1 / Flurstück(e) 72                                                                  |           |              |    |
| Direkt Bild zu diesem Denkmal hochladen | Gehöft                                                              | Meierei 1 Flur 1 / Flurstück(e) 175                                                               |           |              |    |
| Direkt Bild zu diesem Denkmal hochladen | Gehöft                                                              | Molkengasse 1 Flur 1 / Flurstück(e) 90/2                                                          |           |              |    |
| Direkt Bild zu diesem Denkmal hochladen | Wohnhaus                                                            | Molkengasse 7 Flur 1 / Flurstück(e) 84                                                            |           |              |    |
| Direkt Bild zu diesem Denkmal hochladen | Bonifatiuskreuz                                                     | Pfingstrasen/Heiligenstädter Straße o. Nr. Flur 1 / Flurstück(e) 583                              |           |              |    |
| weitere Bilder Fotos hochladen          | Stationsweg mit Kapelle                                             | Feldmark östlich der Ortslage Flur 3 / Flurstück(e) 141, 135/2; Flur 4 / Flurstück(e) 254 (Karte) |           |              |    |

## Bodendenkmale
| Bild                                    | Bezeichnung     | Lage                                                                             | Datierung | Beschreibung | ID |
| --------------------------------------- | --------------- | -------------------------------------------------------------------------------- | --------- | ------------ | -- |
| Direkt Bild zu diesem Denkmal hochladen | Bonifatiuskreuz | An der Hauptstraße in Kirchgandern unter der Linde. Flur 1 / Flurstück(e) 583    |           |              |    |
| Direkt Bild zu diesem Denkmal hochladen | Steinkreuz      | Kirchhof, östlicher Bereich, ca. 5 m sö der Kirche Flur 1 / Flurstück(e) 911/594 |           |              |    |